# 卡克罗斯沙漠

五月的卡克罗斯沙漠，纳雷斯湖在它的后方

卡克罗斯沙漠（英語：Carcross Desert）是位于加拿大育空地区卡克罗斯市镇以北的一个沙漠，通常被认为是世界上最小的沙漠。卡克罗斯沙漠的直径为2.6 km2（1.0 sq mi），面积约为259 ha（640 acre）。